# را-بزنبک
را-بزنبک (به آلمانی: Raa-Besenbek) یک شهر در آلمان است که در پینبرگ واقع شده‌است. را-بزنبک ۵۸۷ نفر جمعیت دارد.